# Twierdzenie Hirschfelda-Żelazki
Twierdzenie Hirschfelda-Żelazki – w teorii algebr Banacha, kryterium przemienności danej algebry Banacha wyrażone poprzez oszacowanie normy w tej algebrze przez promień spektralny. Twierdzenie udowodnione w 1968 wspólnie przez Hirschfelda i Żelazkę.

## Twierdzenie
Niech {\displaystyle A} będzie zespoloną algebrą Banacha. Jeżeli istnieje taka stała dodatnia {\displaystyle c,} że dla każdego elementu {\displaystyle x\in A} spełniona jest nierówność
{\displaystyle \|x\|\leqslant c\cdot r(x),}
gdzie {\displaystyle r(x)} oznacza promień spektralny elementu {\displaystyle x,} to {\displaystyle A} jest przemienna.